# Pedro Delgado

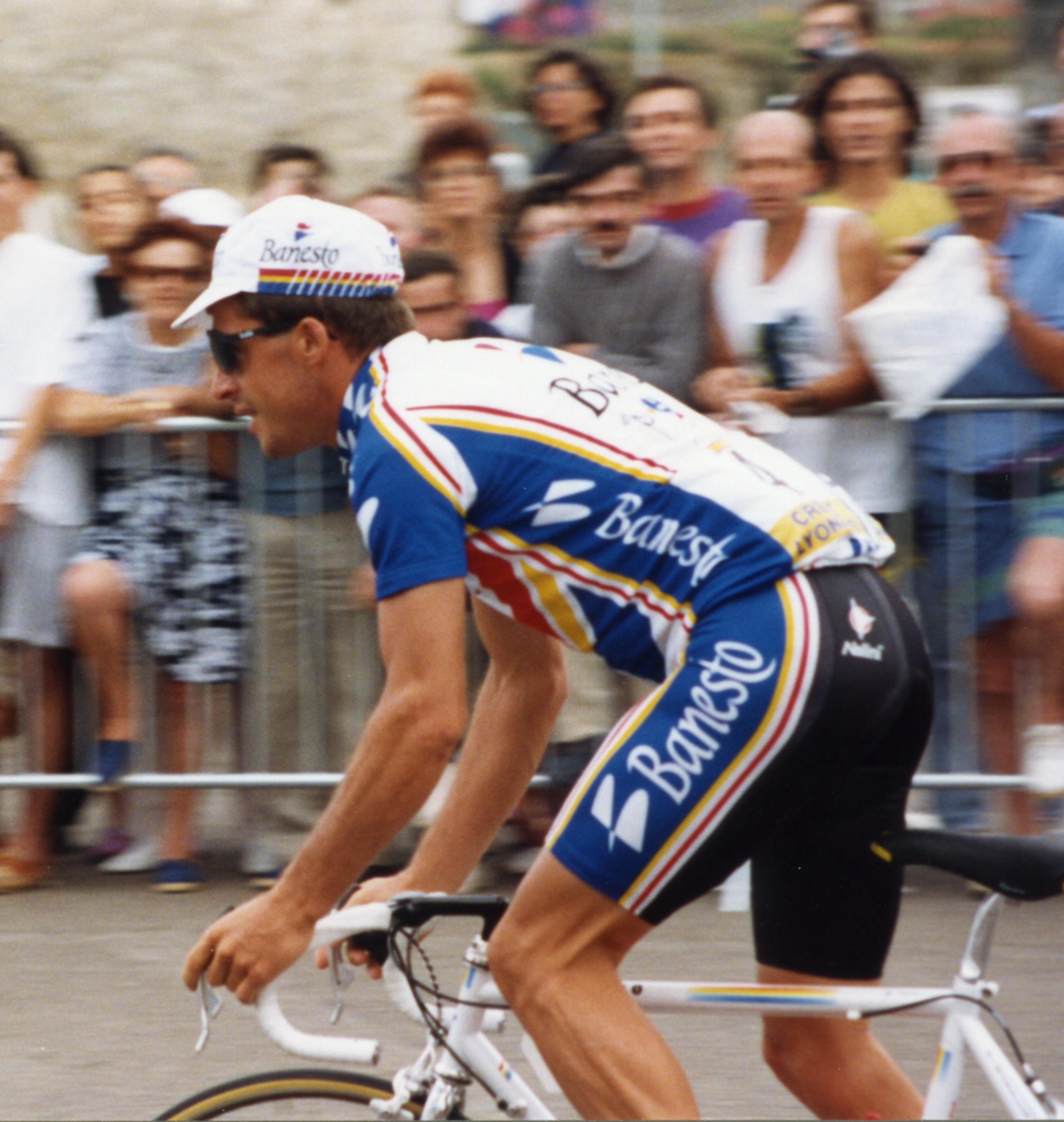
Pedro Delgado under 1993 års Tour de France.

Pedro Delgado Robledo, född 15 april 1960 i Segovia, Spanien, är en spansk tidigare proffscyklist. Delgado vann under sin aktiva karriär bland annat Tour de France 1988 och Vuelta a España 1985 och 1989.
Numera arbetar han bland annat som kommentator på den spanska public service-kanalen TVE. Han är också Unicef-ambassadör.

## Stall
- Reynolds 1982–1984
- Seat-Orbea 1985
- PDM-Concorde 1986–1987
- Reynolds/Banesto 1988–1994